# Skellytown, Texas
Skellytown là một thị trấn thuộc quận Carson, tiểu bang Texas, Hoa Kỳ. Năm 2010, dân số của thị trấn này là 473 người.

## Dân số
- Dân số năm 2000: 610 người.
- Dân số năm 2010: 473 người.